# César Augusto Coto Umaña
César Augusto Coto Umaña (Ocotepeque, 21 de mayo de 1931) es un escritor, poeta, compositor musical y diplomático hondureño, conocido como Tito Coto.

## Biografía
Nació en Antigua Ocotepeque, Departamento de Ocotepeque el 21 de mayo de 1931. Hizo sus estudios de bachillerato en el Colegio Salesiano de Ayagualo, El Salvador, donde fue compañero de aula con el que sería Cardenal Miguel Obando y Bravo, S.D.B.
En mayo de 1954 encabezó la histórica huelga de trabajadores de la United Fruit Company en Honduras, junto a Manuel J. Sierra, Francisco Ríos, Theressina Rossi.
En 1956 publicó su primer poemario titulado Primicias literarias, al que siguieron Bajo el cielo de los mayas, Vuelo a la eternidad, Mapa Lírico, Otros mundos y Galáctica, este último de 2.950 endecasílabos con el que obtuvo el primer lugar en los Juegos Florales de Santa Rosa de Copán en 1987, mismos que él activamente formó parte en su fundación con el contador Ricardo Orellana. En 1958 escribo: Primicias Literarias, Versos de Juventud.
Obtuvo la Fiambrera de Plata del Aula de Poesía Juan Bernier del Ateneo de Córdoba, en la misma localidad de España.
Asimismo ha incursionado en el campo de la música popular. Sus canciones más famosas son: Tegucigalpa querida, Costa Norte, Rosas para mi madre, y Estampas de Navidad. 
En 1985 fue nombrado Agregado Cultural y de Prensa de la Embajada de Honduras en la república de Guatemala.